# Siuru

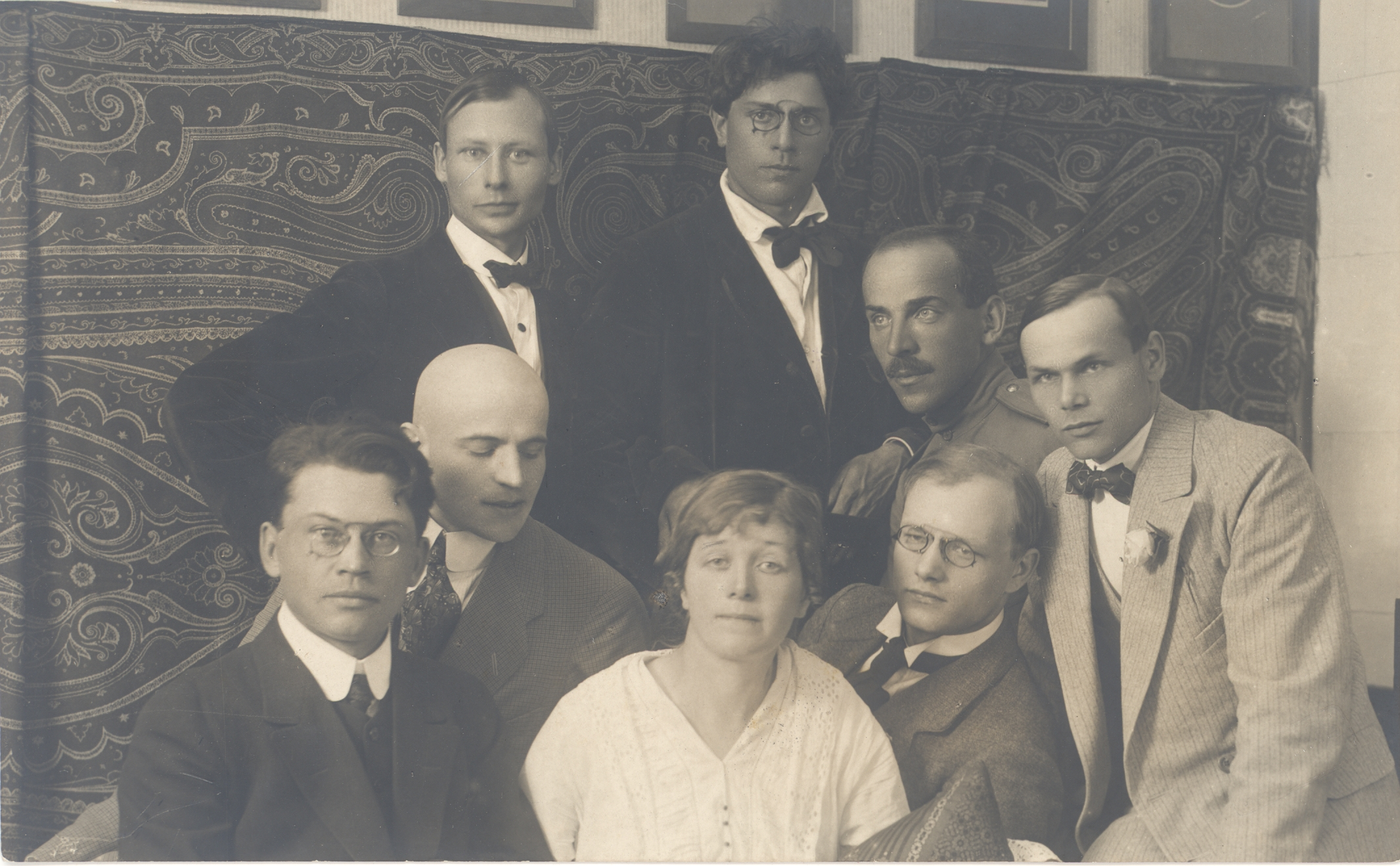
Membrii grupului Siuru, în spate: Peet Aren, Otto Krusten, primul rând: Friedebert Tuglas, Arthur Adson, Marie Under, August Gailit, Johannes Semper și Henrik Visnapuu.

Mișcarea literară Siuru, denumită astfel după pasărea de foc din mitologia fino-ugrică, a fost fondată în 1917 în Estonia. A fost o mișcare expresionistă și neo-romantică opusă tradiției formaliste a Tinerilor Estoni (Noor-Eesti).

## Membri
Împreună cu fondatorul August Gailit, mișcarea a inclus următorii tineri poeți și scriitori: Marie Under, Henrik Visnapuu, Johannes Semper, Friedebert Tuglas, Peet Aren, Otto Krusten și Artur Adson. 
Între 1917 și 1919, Siuru a publicat trei volume de poezie. În 1919 au apărut conflicte în cadrul grupului. Visnapuu și Gailit au plecat, în timp ce Johannes Barbarus și August Alle s-au alăturat ca membri noi.

## Program
Membrii Siuru au avut afinitate pentru futurism și impresionism. Poezia lor a fost adesea considerată ca fiind scandaloasă datorită naturii ei erotice. Filozofia grupului Siuru a subliniat libertatea spiritului uman. Motto-ul grupului a inclus expresiile Carpe diem! și Fie ca bucuria creației să fie singura noastră forță care ne pune în mișcare, cea din urmă fiind sugerată de Friedebert Tuglas. Simbolul grupului a fost o crizantemă albă.

## Semnificație

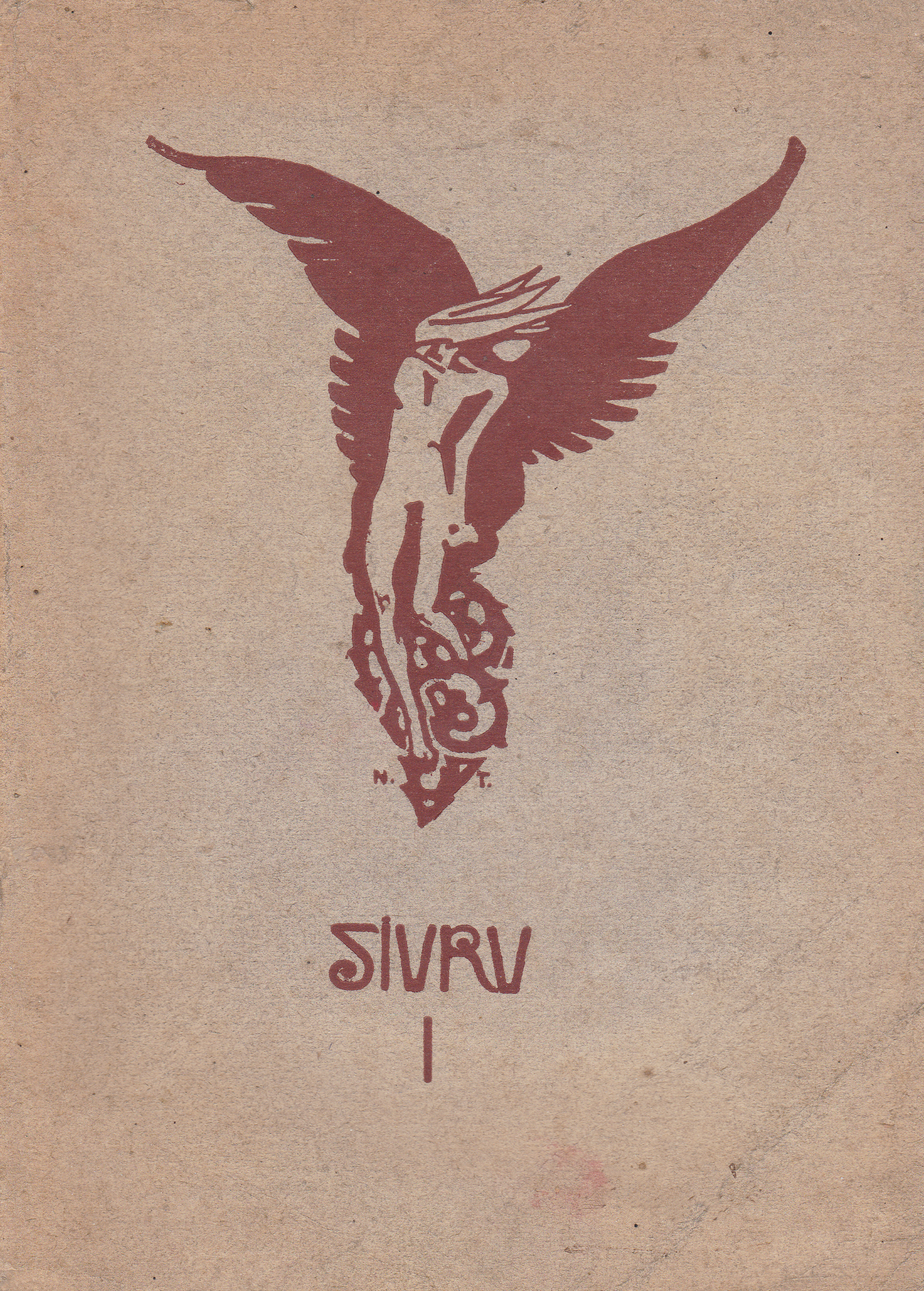
Coperta primului număr de poezie publicat de mișcarea Siuru

Un rezultat important al activităților grupului Siuru a fost popularizarea literaturii în rândul populației estone, ceea ce a dus la dezvoltarea activă a literaturii estone originale în tânăra Republică a Estoniei. În timp ce mișcarea în sine a avut o durată scurtă, lipsită de independența estonă și de mișcarea literaturii naționale care a urmat, membrii acesteia au devenit figuri importante în literatură estonă de-a lungul primei perioade de independență a Estoniei și în exilul comunității literare estone în timpul ocupației sovietice.
Marie Under (1883-1980) a fost liderul mișcării, publicându-și prima carte, Sonnete, în 1917. În timp ce expresiile sale despre natură au avut o audiență mare, erotismul ei sincer a șocat conservatorii, dar a continuat cu acest motiv în lucrările ulterioare. Marie Under a avut o lungă și distinsă carieră literară, a fost nominalizată la premiul Nobel pentru literatură de opt ori. Ea este una dintre scriitoarele estone cu cele mai multe traduceri. Și-a publicat ultima carte în 1963.
Artur Adson (1889-1977) și-a publicat prima sa colecție de poezii, Suflet arzând, în 1917.  A urmat o altă colecție, Vechea lanternă (Vana lanterna, 1919), ambele conținând din poeme de dragoste juvenilă. Adson a continuat să-și extindă pe scară largă genul, inclusiv prin abordarea problemelor sociale într-o formă clasică. Adson a scris numeroase piese de teatru. Cei patru regi (Neli Kuningat, 1931), o piesă dramatică despre Răscoala Estonă din 1343, este considerată cea mai palpitantă lucrare a sa. A continuat să scrie în exil, publicând și câteva cărți de memorii, ultima în 1954 la Toronto (Lumea pierdută. Kadunud maailm). Adson a fost al doilea soț al Mariei Under.